# Bernhard Ott (Theologe)
Bernhard Ott (* 7. Juni 1952 in Rüti, Kanton Zürich) ist ein schweizerischer mennonitischer Theologe, Missionswissenschaftler, Hochschullehrer und Autor.

## Leben und Wirken
Bernhard Ott wuchs im Zürcher Oberland auf, wo sein Vater eine Schreinerei betrieb. Geistlich wurde er im Bund Evangelischer Täufergemeinden geprägt. Er absolvierte eine Ausbildung zum Hochbauzeichner und nach mehrjähriger Tätigkeit in einem Architekturbüro bis 1979 ein Theologiestudium an der Europäischen Mennonitischen Bibelschule Bienenberg, dem heutigen Ausbildungs- und Tagungszentrum Bienenberg. Dort wurde er 1980 zunächst als Gastlehrer übernommen und später zum vollzeitlichen Lehrdienst berufen. 1981 folgte ein zweijähriger Studienaufenthalt in Nordamerika, wo er 1984 am «Mennonite Brethern Biblical Seminary» (MBBS, heute Teil der Fresno Pacific University), mit dem M.Div. abschloss.
Ab 1984 war Ott Studienleiter, ab 1999 Seminarleiter der Bibelschule Bienenberg und bis 2009 Leiter des Gesamtwerkes. Er engagierte sich beim Auf- und Ausbau verschiedener theologischer Programme, der Akkreditierung des Grundstudiums (Bachelor-Programm) durch die «Europäische Evangelische Akkreditierungsvereinigung» (heute «European Council for Theological Education»), deren Vorsitzender er bis 2022 war und der Validierung des Aufbaustudiums (Master-Programm) durch die University of Wales. Bis 2017 war er dort Dozent für Praktische Theologie und Missiologie. 1994 begann er in seinem Sabbatjahr am Oxford Centre for Mission Studies (OCMS) in Oxford sein Doktorat-Studium zum Thema «Mission Studies in Theological Education. A Critical Analysis of Mission Training in Evangelical Bible Colleges and Seminaries in German-Speaking Switzerland from 1960–1995», das er 1999 abschloss und dort 2000 mit seiner Dissertation Beyond Fragmentation: Integrating Mission and Theological Education zum Ph.D. promovierte. Hier äusserte er sich kritisch über den Zustand theologischer Missionsausbildung an deutschsprachigen evangelikalen Seminaren und Bibelschulen.
Ab 2000 betreute Ott die MA-, MTh- und PhD-Arbeiten und Dissertationen der University of Wales, Lampeter, der Columbia International University und der University of South Africa. An der European School for Culture and Theology (ESCT) der AWM gGmbH in Korntal war er ab 2005 Dozent, zwischen 2007 und 2018 Program Director of Doctoral Studies (PhD in International Theological Education and Doctor of Ministry), sowie von 2013 bis 2018 deren Dekan, wo er ab 2007 im Rahmen ihrer Studienprogramme in Zusammenarbeit mit der Columbia International University, einen Doctor of Philosophy (Ph.D.) Studiengang mit Schwerpunkt Leadership in International Theological Education aufbaute und bis heute Professor und Supervisor für Promovenden ist.
In Paraguay war er bereits 1997 Gastdozent am «Instituto Bíblico Asunción» (IBA) der Mennoniten in Asunción und 2002 am «Centro Evangélico Menonita de Teología Asunción» (CEMTA), das der Universidad Evangélica del Paraguay angegliedert ist. Von März bis Mai 2006 hielt er sich erneut in Lateinamerika zu einem Studienaufenthalt in Paraguay und Peru auf und war in dieser Zeit wiederum Gastdozent an der theologischen Fakultät der Universidad Evangélica del Paraguay in Asunción. Außerdem führte er Workshops zur theologischen Ausbildung in verschiedenen Institutionen in Paraguay und Peru durch.
Ott ist seit 2017 Professor Extraordinarius an der University of South Africa der Bereiche christliche Spiritualität, Kirchengeschichte und Missionswissenschaft. Zudem ist er Dozent für Einführung Theologie und Einführung missionale Theologie am Institut für Gemeindebau und Weltmission, Zürich.

## Mitgliedschaften
Ehrenamtlich engagierte sich Ott beim Bund der Evangelischen Täufer-Gemeinden (ETG): von 1974 bis 1982 als Mitglied der Jugendkommission, von 1984 bis 2008 als Mitglied des Bildungsausschusses sowie zwischen 2012 und 2017 als Vorstandsvorsitzender. Von 1984 bis 2009 war er Mitglied des Vorstandes der Mennonitischen Kirche in der Schweiz und seit 1986 Mitglied der Mennonitischen Historischen Gesellschaft der Schweiz. Von 1997 bis 2002 war er Mitglied des Lenkungsausschusses für die Gründung des Evangelischen Instituts für Sozialethik in der Schweiz. Seit 1987 ist er Mitglied der Arbeitsgemeinschaft für biblische erneuerte Theologie in der Schweiz, von 1999 bis 2007 in deren Vorstand sowie von 2001 bis 2007 stellvertretender Vorsitzender. Seit 2007 ist er Mitglied des Akkreditierungsrats der Europäischen Evangelischen Akkreditierungs-Vereinigung (heute: European Council for Theological Education (ECTE)), seit 2013 Mitglied des Lenkungsausschusses der Doctoral Initiative der «International Council for Evangelical Theological Education» (ICETE) und seit 2017 Mitglied des Vorstands der ICETE Academy. Zwischen 2013 und 2016 war er Mitglied des Vorstandes des Studienzentrums für Glaube und Gesellschaft der Universität Freiburg (Schweiz) und ist seit 2018 Vorstandsmitglied der Gesellschaft für Bildung und Forschung in Europa (GBFE).
Seine Predigt- und Lehrdienste führten ihn in lokale, nationale sowie internationale Gemeindeverbände, zu christlichen Missionen und Hilfswerken sowie weltweiten Netzwerke biblisch-theologischer Ausbildungsstätten.

## Privates
Ott ist mit seiner Frau Margrit, geb. Keller verheiratet. Das Paar hat vier Kinder und lebt in Liestal, Schweiz. Sie sind Mitglieder der Kirche in Spalen der Evangelischen Täufergemeinde Basel.

## Ehrungen
- 2022: Lebens.Werk-Preis[15]

## Veröffentlichungen (Auswahl)
- Missionarische Gemeinde werden. Der Weg der Evangelischen Täufergemeinden, Verlag ETG, Uster 1996, ISBN 978-3-9520929-0-3.
- Schalom: das Projekt Gottes, Agape-Verlag, Weisenheim 1996, ISBN 978-3-88744-202-6; 2. neubearbeitete Auflage 2007, ISBN 978-3-88744-203-3.
- Wurzeln und Flügel: Schritte zu ganzheitlichem Wachstum, ArteMedia, Birsfelden 2004, ISBN 978-3-905290-35-6.
- Handbuch Theologische Ausbildung: Grundlagen – Programmentwicklung – Leitungsfragen, R. Brockhaus, Wuppertal 2007, ISBN 978-3-417-29547-4; Neufeld Verlag, Schwarzenfeld 2013, ISBN 978-3-86256-041-7.
- Die Kirche: 7 Gründe, warum ich sie liebe, Neufeld Verlag, Schwarzenfeld 2007, ISBN 978-3-937896-34-2.
- Beyond Fragmentation: Integrating Mission and Theological Education: A Critical Assessment of Some Recent Developments in Evangelical Theological Education (zugl. Dissertation), Wipf & Stock Pub, Eugene, Oregon 2011, ISBN 978-1-61097595-7. PhD Thesis Online
- Best Practice Guidelines for Doctoral Programs (ICETE Series; mit Ian Shaw und Scott Cunningham), Langham, Carlisle 2015, ISBN 978-1-78368080-1.
- Tänzer und Stolperer. Wenn die Bergpredigt unseren Charakter formt, Neufeld Verlag, Cuxhaven 2019, ISBN 978-3-86256-156-8.
- Wegbegleiter in Krisenzeiten. Impulse von Martin Buber, Neufeld Verlag, Cuxhaven 2020, ISBN 978-3-86256-165-0.

als Mitautor
- Faszination Heiliger Geist. Herausforderungen charismatischer Frömmigkeit, Neufeld Verlag, Schwarzenfeld 2005, ISBN 978-3-937896-13-7.

Aufsätze
- Die Täufer und ihre Theologie. In: Alt- und Neutäufer: Gemeinsame Vergangenheit!? Gemeinsame Zukunft?!, Bienenberg Studienheft 1/1993, S. 42–56.
- Die KBA-Schulen im Lichte globaler Veränderungen in theologischer Ausbildung. In: Wilhelm Faix (Hrsg.): Theologische Ausbildung zu Beginn des 21. Jahrhunderts: Ergebnisse einer Umfrage an evangelikalen Ausbildungsstätten. Verlag für Kultur und Wissenschaft 1998. ISBN 978-3-93282-901-7.
- Missionstheologie in evangelikaler theologischer Ausbildung. In: Heinrich Löwen und Hans Kasdorf (Hrsg.): Gemeinsam im Auftrag des Herrn, Puls Verlag, Bornheim 1999, ISBN 978-3-93339806-2, S. 123–139.
- Mission Oriented Theological education: Moving Beyond Traditional Models of Theological Education. In: Transformation 18/2, 2001, S. 74–86.
- Mission and Theological Education. In: Transformation 18/2, 2001, S. 87–98.
- Beyond Fragmentation: Integration, Mission and Theological Education. In: Transformation 19/2, 2002.
- Der Heilige Geist. Biblisch-theologische und gemeindepraktische Stellungnahme zu Fragen um das Wirken des Geistes Gottes. In: Bienenberg Studienheft 2/1996.
- Kreative Spannung jenseits der Polarisierung?. In: Mennonitisches Jahrbuch 1998.
- Missionsausbildung in evangelikaler theologischer Ausbildung. In: H. Loewen und H. Kasdorf: Gemeinsam im Auftrag des Herrn (Festschrift John Klassen). Puls Verlag, Bornheim/Bonn 1999, S. 123–139.
- Theologische Ausbildung im Spannungsfeld zwischen Theorie und Praxis. In: Jahrbuch für Evangelikale Theologie 17/2003, S. 149–196.
- Die Wahrheit leben: Ein überzeugendes Bekenntnis in unserer pluralistischen Welt. In: Heinrich Klassen und Johannes Reimer (Hrsg.): Mission im Zeichen des Friedens (Edition afem, Mission Academics), Logos, Lage 2003, S. 197–237.
- Tradition und Transformation. Anstösse zu transformativer theologischer Ausbildung. In: Tobias Faix, Johannes Reimer, Volker Brecht (Hrsg.): Die Welt verändern. Grundfragen einer Theologie der Transformation, Francke, Marburg 2009, S. 296–302.
- ‘Fit for purpose‘ – Theologische Ausbildung, die fit für die Zukunft ist. In: Walter Dürr und Stefan Wenger (Hrsg.): Theologische Ausbildung und Spiritualität, Aschendorff Verlag, Münster 2015, S. 155–172.

Lexikonartikel
- Artikel in Religion in Geschichte und Gegenwart, 4. Aufl. (RGG) 2002, Bd. 5 (L–M).
  - Missionsausbildung
  - Missionshaus Bibelschule Wiedenest